# Pfarrstadel (Zusamzell)

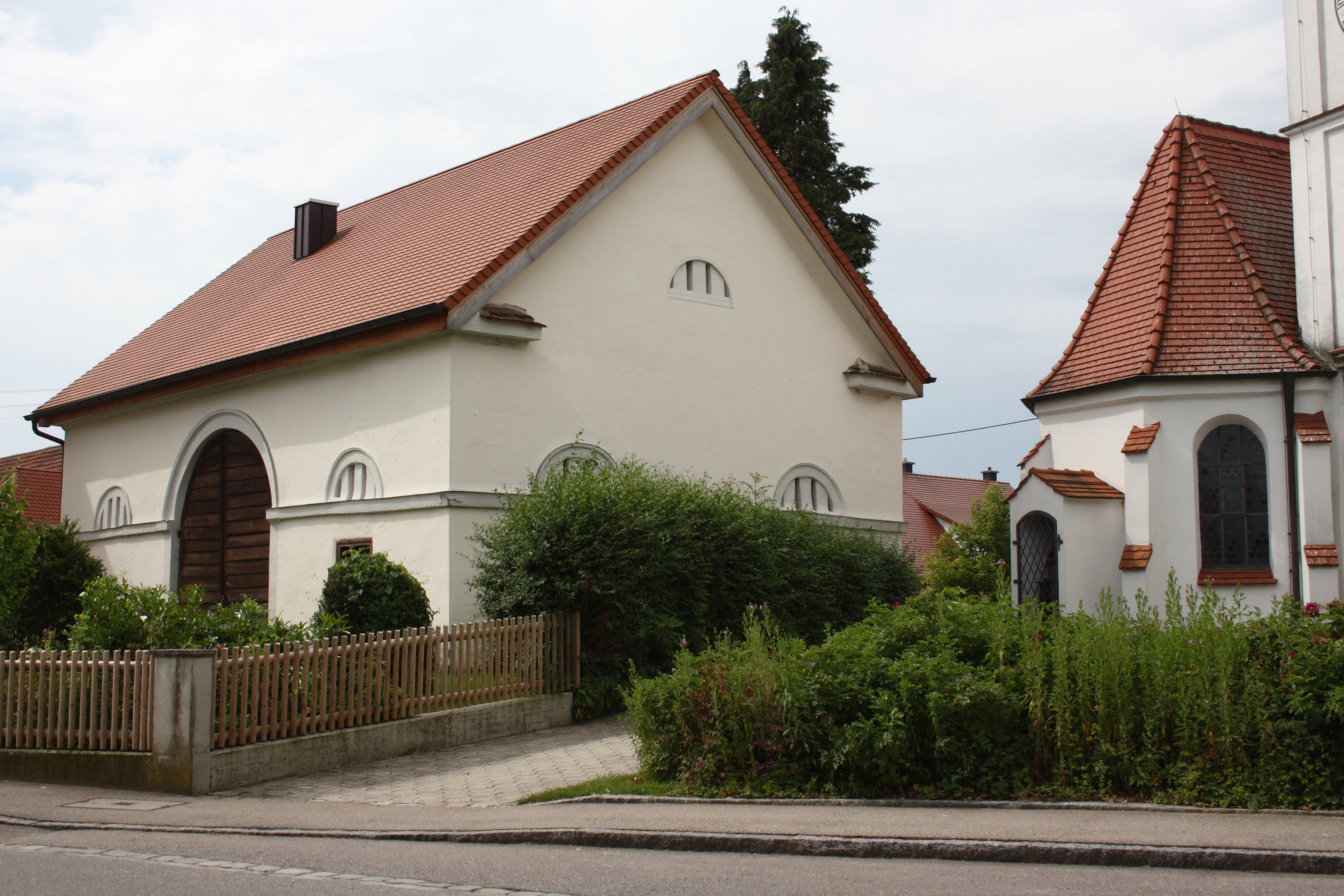
Pfarrstadel in Zusamzell

Der Pfarrstadel in Zusamzell, einem Gemeindeteil von Altenmünster im Landkreis Augsburg in Bayern, wurde um 1860 errichtet. Die Scheune südöstlich der katholischen Pfarrkirche St. Nikolaus ist ein geschütztes Baudenkmal.  
Der originelle Satteldachbau mit Gesimsgliederung besitzt ein Rundbogentor und Halbkreisfenster auf der Ost- und Nordseite so wie auch an der Südseite.